# Монтедеррамо
Монтедеррамо (гал. Montederramo, ісп. Montederramo) — муніципалітет в Іспанії, у складі автономної спільноти Галісія, у провінції Оренсе. Населення — 990 осіб (2009).
Муніципалітет розташований на відстані близько 380 км на північний захід від Мадрида, 30 км на схід від Оренсе.
Муніципалітет складається з таких паррокій: Ос-Абеледос, Ас-Час, Ковас, Габін, Маррубіо, А-Медорра, Монтедеррамо, Ногейра, Паредес, Сан-Косме-де-Монтедеррамо, Сас-до-Монте, Сеоане-Вельйо, Віларіньйо-Фріо.

## Демографія
Динаміка населення (INE ):

## Галерея зображень

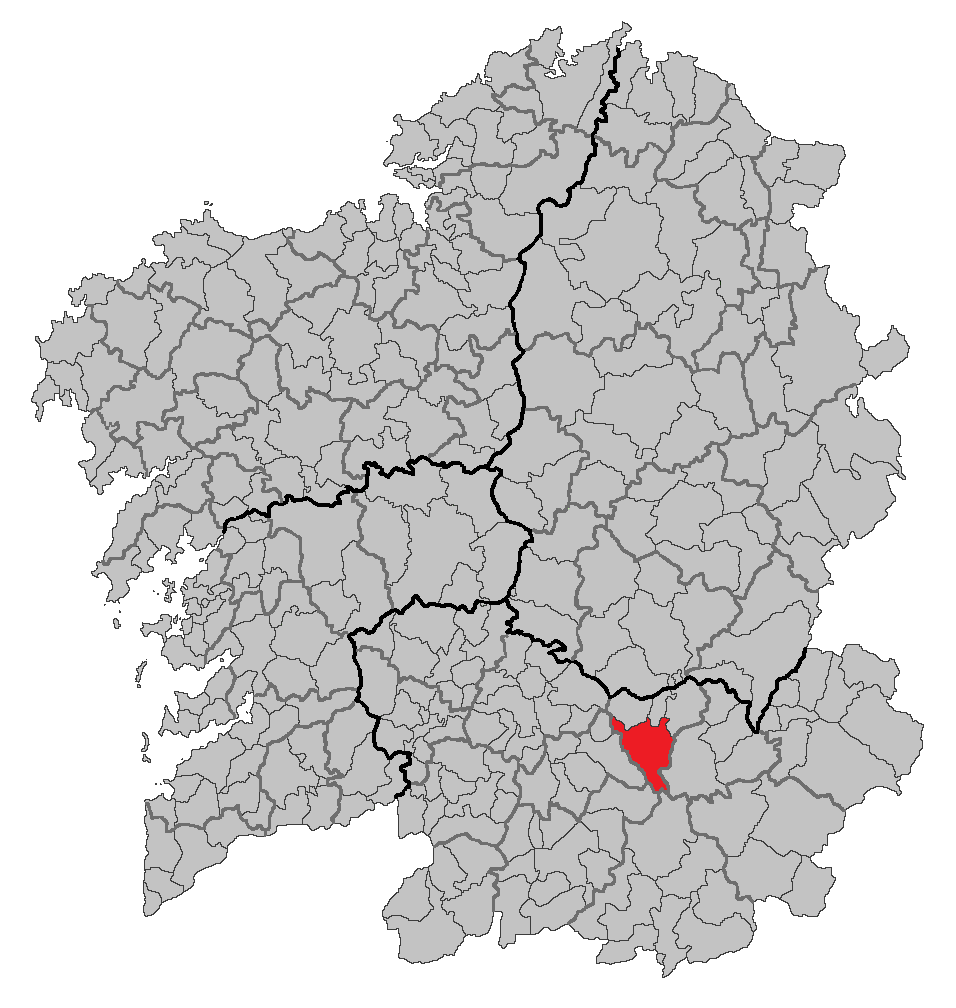
Розташування муніципалітету